# アンデルソン・ロドリゲス
アンデルソン・ロドリゲス（Anderson de Oliveira Rodrigues, 1974年5月21日 - ）は、ブラジルの元男子バレーボール選手、指導者。元ブラジル代表。

## 来歴
ベロオリゾンテ出身。ブラジル代表として通算121試合に出場。2004年アテネオリンピックで金メダル、2008年北京オリンピックで銀メダルを獲得した。ナショナルチームではスタメン出場は少なかったが、世界選手権、ワールドカップにも出場し、それぞれ2つの金メダルを獲得した。
日本のNECブルーロケッツでもプレーし、第9回Vリーグでベスト6に選出、第10回Vリーグではベスト6のほか、得点王とサーブ賞を受賞した。
2004年にイタリア・セリエAへ移籍し、クーネオ在籍時の2006年にコッパ・イタリア優勝を経験した。
2012年に現役引退。引退後は女子クラブチームのコーチや監督、男子代表のコーチを務め、2021年からはスーパーリーガのセージ・サンパウロの監督に就任した。

## 球歴
- オリンピック - 2004年（金メダル）、2008年（銀メダル）
- 世界選手権 - 2002年、2006年（金メダル）
- ワールドカップ - 2003年、2007年（金メダル）
- ワールドグランドチャンピオンズカップ - 2005年（優勝）
- ワールドリーグ - 2001年、2003年、2004年、2005年、2006年、2007年（優勝）

## 所属クラブ
- NECブルーロケッツ （2002-2004年）
- パッラヴォーロ・ピアチェンツァ （2004-2005年）
- ピエモンテ・バレー （2005-2006年）
- ターラント・バレー （2006-2007年）
- EC União Suzano（2007-2008年）
- EC Unisul（2008-2009年）
- SESI São Paulo（2009-2010年）
- Cimed Florianópolis（2010-2011年）
- Minas Tênis Clube（2011-2012年）